# Халапа
Халапа (шп. Xalapa) је град у Мексику у савезној држави Веракруз. Према процени из 2005. у граду је живело 387.879 становника.

## Становништво
Према подацима са пописа становништва из 2010. године, град је имао 424.755 становника.
| 1990.   | 1995.   | 2000.   | 2005.   | 2010.   |
| ------- | ------- | ------- | ------- | ------- |
| 279.451 | 324.081 | 373.076 | 387.879 | 424.755 |

## Партнерски градови
- Омаха
- Пуебла
- Ковина
- Антигва Гватемала
- Матаморос
- Толука
- Веракруз
- Тореон